# Атака на титанов
«Атака на титанов», также возможен вариант «Ата́ка тита́нов» (яп. 進撃の巨人 Сингэки но Кёдзин, букв. «Атакующий гигант») — японская постапокалиптическая манга, написанная и иллюстрированная Хадзимэ Исаямой. Выпускалась в ежемесячном журнале Bessatsu Shonen Magazine японского издательства «Коданся» с октября 2009 года по апрель 2021 года. Действие манги происходит в вымышленной вселенной, напоминающей Европу XIX века, где человечество живёт на территориях, окружённых тремя огромными стенами, защищающими их от гигантских поедающих людей существ, называемых титанами.
С 2023 года «Коданся» издаёт основанную на манге серию лайт-новел за авторством Рё Судзукадзэ, а также несколько манга-ответвлений от основной серии. С 2013 по 2023 год выходила многосерийная аниме-экранизация, созданная студиями Wit Studio и MAPPA — были выпущены четыре сезона сериала. Компания Nitroplus выпустила четыре визуальных романа по мотивам манги. В августе-сентябре 2015 года был выпущен основанный на манге полнометражный игровой фильм «Атака титанов» режиссёра Синдзи Хигути; в прокате фильм был разбит на две части с подзаголовками «Жестокий мир» и «Конец света». Выпускались также основанные на манге визуальные новеллы, компьютерные игры в жанре action, анимационные фильмы — спин-оффы (OVA).
Считается, что отчасти благодаря «Атаке титанов» «Коданся» в 2013 году смогла увеличить объём продаж впервые за 18 лет, а чистую прибыль — впервые за 19 лет; в общей сложности было продано свыше 100 миллионов выпусков манги.
В 2021 году первая часть финального сезона аниме «Атака на титанов» побила мировой рекорд Гиннеса как «самое востребованное аниме-телешоу».
В 2023 году манга стала бестселлером в «МТС Строки».

## Сюжет

### Мир
Согласно завязке манги, за 100 лет до начала её событий человечество было практически полностью уничтожено неизвестной гуманоидной расой огромных существ, названных «титанами». Люди были вынуждены укрыться за тремя высокими стенами, которым дали названия Сина (яп. シーナ Си:на), Роза (яп. ローゼ Ро:дзэ) и Мария (яп. マリア Мариа). Так люди жили многие годы, думая, что находятся в полной безопасности. За каждой стеной с внешней стороны были построены «районы» — городки, служащие внешним рубежом обороны и также окружённые стенами.
Титаны — плотоядные великаны, напоминающие людей, но отличающиеся огромным ростом — от трёх до пятнадцати метров, в манге появляются создания ещё более чудовищных размеров. Титаны не носят никакой одежды и обладают различными особенностями, будь то отсутствие кожи, огромное туловище или пилообразные зубы. Они пожирают людей, хотя и не нуждаются в пище; передвигаются в одновременно комичной и пугающей манере. Автор манги Хадзимэ Исаяма, отвечая на вопрос, почему он выбрал великанов на роль противостоящих людям чудовищ, отвечал: «Великаны — это мерзко, вот почему». Существует и другая версия выбора автором великанов в качестве противников людей. Когда Исаяма работал в интернет-кафе, один покупатель схватил его за шиворот. Исаяма говорил, что этот инцидент показал ему «страх встретить человека, с которым я не могу найти связь», это чувство он передал через титанов. На образ разрушительных титанов могли повлиять не столько излюбленные японским кинематографом тема огромных монстров-кайдзю, подобных Годзилле или Гидоре, сколько картины испанского художника Франсиско Гойи.
В манге появляется несколько военных подразделений, призванных защищать поселения людей от титанов. Солдат обучают сражаться и убивать гигантов с помощью «устройства пространственного маневрирования» (яп. 立体機動装置 Риттай Кидо: Со:ти, досл. «прибор для мобильного маневрирования в трёхмерном пространстве»), сокращённо УПМ. Оно позволяет перемещаться в трёхмерном пространстве, цепляясь за объекты и выступы, и даёт возможность достигнуть единственного слабого места титанов — основания шеи. Солдаты гарнизона охраняют стены, но единственные люди, которые выходят за их пределы, — бойцы разведывательного отряда. Военная полиция поддерживает порядок в пределах стены Сина, охраняет Короля и режим.
Позднее островитяне узнают, что являются частью элдийского народа, который когда-то имел большую империю. Сами они живут на острове Парадиз.
Карта мира «Атаки на титанов» представляет собой перевёрнутую и отзеркаленную карту настоящей Земли. В манге появляются другие страны за пределами острова, включая и страну Марли. Данное государство ведёт войны со многими государствами. Марлийцы используют элдийцев как оружие. Они стремятся завоевать родной остров главных героев — Парадиз. Создавая этот мир, автор манги Хадзимэ Исаяма вдохновлялся настоящим миром: остров Парадиз был подобием острова Мадагаскар, а Марли — Африки и части Европы.

### История
В центре событий «Атаки на титанов» находятся трое героев: Эрен Йегер, его приёмная сестра Микаса Аккерман и их друг детства Армин Арлерт. В начале манги титаны под предводительством невиданных ранее разумных Колоссального титана и Бронированного титана вторгаются в их родной округ Сигансина, проломив ворота во внешней стене. Мать Эрена и Микасы погибает, а сами они вместе с Армином вынуждены искать укрытия за внутренними стенами. При этом отец Эрена, Гриша Йегер, перед отъездом оставляет сыну таинственный ключ от подвала в захваченном титанами городе. Титаны прорываются через стену Мария, оттесняют человечество за стену Роза. Эрен клянётся уничтожить всех титанов, и все трое вступают в ряды армии.
Через пять лет титаны прорываются в город Трост. Солдаты, включая Эрена, Микасу и Армина, вступают с ними в бой, в ходе которого Эрена съедает титан, но прямо в желудке монстра он превращается в Атакующего титана, вырывается наружу и начинает убивать других титанов. Сначала военные собираются уничтожить Эрена под предлогом опасности его силы для человечества. С помощью своей силы он спасает друзей от артиллерийского удара со стены. Армин вместе с Дотом Пиксисом, главой гарнизона, решают использовать силу Йегера для борьбы с чудовищами. После Эрена используют, чтобы тот закрыл брешь в стене Троста.
В ходе дальнейшего противостояния людей и титанов выясняется, что разумные титаны — Колоссальный, Бронированный, Женская особь, а также Зубастый — являются людьми, способными принимать облик титанов. Все они, кроме последнего, пытались захватить Эрена. В результате противостояния с ними Женская особь была взята в плен, но перед этим заточила себя в кристалле, а все остальные сбежали с территории, находящейся под контролем людей. Также военные узнают, что стены созданы благодаря миллионам Колоссальных титанов, заточённых внутри.
В дальнейшем военные свергают монарха и возвращают на трон представительницу настоящего королевского рода — Хисторию Рейсс. Позднее разведовательный корпус вместе с Эреном отвоёвывает округ Сигансину, нанеся поражение Звероподобному, Бронированному, Колоссальному титанам и их неразумным сородичам. От плена первых двух спасает Транспортный титан. Армин получает силу Колоссального титана.
Открыв подвал Гриши Йегера, люди узнают о том, что за морем также живут люди, а кроме того о существовании Марлийской империи. В прошлом она была противником Элдийской империи. Из-за их вражды король Элдии увёл своих людей на остров Парадиз, где возвёл стены из Колоссальных титанов, и изменил им память, заставив думать, что за пределами стен живут только титаны. Также военные узнают, что островитяне и их сородичи элдийцы — единственные, кто могут превращаться в титанов, а большинство разумных гигантов являются солдатами Марлийской империи. Помимо всего прочего выясняется, что Эрен владеет силой Титана-прародителя, который может управлять другими титанами.
Далее показаны события, происходящие по ту сторону моря: война Марлийской империи, жизнь элдийцев в этой империи, а также угнетение элдийцев за морем. Проникнув в гетто Либерио в Марлийской империи, где живут элдийцы, Эрен превращается в Атакующего титана во время собрания глав разных стран на выступлении Вилли Тайбера, семья которого владеет силой Титана-молотобойца. Он съедает Тайбера, но сила данного титана оказывается у сестры Вилли Лары. Начинается сражение разведкорпуса и Эрена, с одной стороны, и марлийских солдат, включая воинов Марли, с другой стороны. В это же время на порт нападает Армин, используя силу Колоссального титана. В итоге Эрен смог получить силу Титана-молотобойца и сбежал вместе с солдатами разведкорпуса на дирижабле. К ним также переметнулся Зик Йегер, который является Звероподобным титаном. Действия Эрена не были согласованы с военными Парадиза, поэтому его сажают под стражу. Выясняется, что Парадиз начал сотрудничать с другими странами. Сторонники Эрена и Зика, назвавшиеся «йегеристами», поднимают восстание на Парадизе, из-за чего Эрен бежит из-под стражи. Зик также пробует сбежать, но Леви не даёт ему этого сделать, после чего первый взрывает себя вместе с Аккерманом.
План Зика заключается в том, чтобы с помощью Эрена и его силы Прародителя сделать всех элдийцев бесплодными, что, по его мнению, прекратит вражду империй. В самый последний момент, Эрен обманывает Зика и разрушает стены, высвобождая миллионы титанов. Возглавляя их, он начинает движение в сторону материка, чтобы растоптать всех людей за пределами острова. Перед этим он посылает видения каждому элдийцу, в котором клянётся, что уничтожит всех людей, из-за этого элдийцы из Либерио предупреждают Марлийскую империю и успевают сбежать.
Тем временем товарищи Эрена решают его остановить и отправляются за ним в погоню на материк.

## Манга
В 2006 году Хадзимэ Исаяма создал ваншот под названием «Атака на титанов» (яп. 進撃の巨人 Сингэки-но Кёдзин) на 65 страниц. Дебютная работа была высоко оценена критиками. За следующие 2 года Исаяма выпустил ещё пару ваншотов, в это же время его редактор предложил создать на основе первого ваншота серийную мангу. Издать её согласились в отделе журнала Weekly Shōnen Magazine в Коданся (ранее в отделе другого журнала Исаяме предложили внести изменения в произведение, но он отказался). На вопрос о графике работы автор ответил, что он ежемесячно тратит одну неделю на раскадровку и три недели на то, чтобы нарисовать главу. В сентябре 2013 года автор заявил о желании закончить мангу. Произведение планировалось завершить смертями всех персонажей, но потом Исаяма решил изменить концовку из-за популярности манги и её аниме-адаптации.
В январе 2021 года было объявлено, что манга будет окончательно завершена после одиннадцатилетнего выпуска 9 апреля 2021 года.

## Ранобэ
Серия ранобэ «Атака на титанов: До падения» (яп. 進撃の巨人 Before the Fall), написанная Рё Судзукадзэ и иллюстрированная Торес Сибамото, начала публиковаться 1 апреля 2011 года. Её сюжет разворачивается перед событиями манги, она была издана «Коданся» в трёх томах.
Вторая серия ранобэ под названием «Атака на титанов: Суровая хозяйка города» (яп. 進撃の巨人 隔絶都市の女王 Сингэки-но Кёдзин Какудзэцу Тоси-но Дзёо:), написанная Рю Каваками и иллюстрированная Рейнджем Муратой, была опубликован между 1 августа 2014 года и 1 мая 2015 года.
Ранобэ под названием «Атака на титанов: Потерянные девушки» (яп. 進撃の巨人 Lost Girls), написанное Хироси Сэко, было опубликовано 9 декабря 2014 года. Оно состоит из трёх коротких рассказов с участием Микасы Аккерман и Энни Леонхарт под заголовками «Затерянные в жестоком мире», «Стена Сина, до свидания» и «Потерянные девушки». В 2016 году роман также был выпущен на английском языке издательством Vertical.
7 августа 2018 года издателем Quirk Books был опубликован роман, созданный американской писательницей Рейчел Аарон, под названием Garrison Girl: An Attack on Titan Novel.

## Аниме
В 2013 году первые тома манги были экранизированы в виде 25-серийного аниме-сериала, созданного студиями Wit Studio и Production I.G. Режиссёром стал Тэцуро Араки. Первый сезон был показан с 7 апреля по 29 сентября 2013 года, транслировался в системе вещания Mainichi (MBS). Второй и третий сезоны, режиссёром которых выступил Масаси Коидзука, выходили в эфир с 1 апреля по 17 июня 2017 года, а также с 23 июля 2018 года по 1 июля 2019 года соответственно на MBS и NHK General TV. После выхода в эфир последнего эпизода третьего сезона 1 июля 2019 года было объявлено, что четвёртый и последний сезон аниме-сериала планируется выпустить осенью 2020 года на NHK General. Однако премьеру перенесли, и премьера первой части четвёртого сезона состоялась на канале NHK General TV 7 декабря 2020 года в 00:10 по японскому стандартному времени. Трансляция второй части четвёртого сезона стартовала 10 января 2022 года. По информации с официального сайта сериала выход финального эпизода был запланирован на осень 2023 года. В июле 2023 года вышел тизер последнего эпизода.
Другие релизы, связанные с «Атакой на титанов», манга или ранобэ, также были адаптированы в аниме. Два эпизода OVA, основанные на манге-приквеле «Атака на титанов: Выбор без сожалений», были связаны с 15-м и 16-м томами основной серии, выпущенными 9 декабря 2014 года и 9 апреля 2015 года, соответственно. Анимационная телевизионная адаптация «Атаки на титанов: Титаны в средней школе» вышла в эфир в октябре 2015 года. OVA из трёх частей «Атака на титанов: Потерянные девушки» были выпущены в 2017 и 2018 годах ограниченным тиражом в томах 24, 25 и 26.

#### Музыка
Созданием фоновой музыки к первым трём сезонам занимался Хироюки Савано, в четвёртом сезоне к проекту присоединился композитор Кота Ямамото. В записи приняли участие такие исполнительницы, как Мика Кобаяси, Cyua, Aimee Blackschleger. Одну из главных тем сериала «Call Your Name» спели Mpi и CASG (Caramel Apple Sound Gadget). Саундтрек первого сезона вышел на двух дисках: первый был издан 28 июня 2013 года и содержал все основные композиции, второй был выпущен 16 октября 2013 года бонусным диском четвёртого тома DVD и состоял из треков, не вошедших в первый сборник, а также мелодий, написанных дополнительно после выхода первого сборника.
Саундтрек второго сезона вышел на двух дисках 7 июня 2017 года и содержит 33 композиции.
Саундтрек третьего сезона издан 26 июня 2019 года и содержит 31 композицию.
Саундтрек четвёртого сезона был выпущен в трёх частях. Первая часть вышла 23 июня 2021 года и содержит 23 композиции. Вторая часть вышла 22 июня 2022 года и содержит 15 композиций. Третья часть вышла 8 ноября 2023 года и содержит 5 композиций. 17 июля 2024 года был выпущен полный саундтрек четвёртого сезона, содержащий 43 композиции.
Аниме-сериал содержит в общей сложности 8 открывающих и 10 закрывающих тем.
Открывающие темы
| Номер | Название композиции                                                        | Исполнитель         | Дата выхода в Японии |
| ----- | -------------------------------------------------------------------------- | ------------------- | -------------------- |
| 1     | «Guren no Yumiya» (яп. 紅蓮の弓矢 Багровые лук и стрелы)                   | Linked Horizon      | 10 июля 2013 года    |
| 2     | «Jiyuu no Tsubasa» (яп. 自由の翼 Крылья свободы)                           | Linked Horizon      | 10 июля 2013 года    |
| 3     | «Shinzou wo Sasageyo!» (яп. 心臓を捧げよ！ Посвятите свои сердца!)         | Linked Horizon      | 17 мая 2017 года     |
| 4     | «Red Swan» (с англ. Красный лебедь)                                        | Yoshiki, Hyde       | 10 марта 2018 года   |
| 5     | «Shoukei to Shikabane no Michi» (яп. 憧憬と屍の道 Путь томления и смертей) | Linked Horizon      | 19 июня 2019 года    |
| 6     | «Boku no Sensou» (яп. 僕の戦争 Моя война)                                  | Shinsei Kamattechan | 22 февраля 2021 года |
| 7     | «The Rumbling» (с англ. Гул)                                               | SiM                 | 7 февраля 2022 года  |
| 8     | «Saigo no Kyojin» (яп. 最後の巨人 Последний титан)                         | Linked Horizon      | 5 ноября 2023 года   |

Закрывающие темы
| Номер | Название композиции | Исполнитель         | Дата выхода в Японии  |
| ----- | --- | ------------------- | --------------------- |
| 1     | «Utsukushiki Zankoku na Sekai» (яп. 美しき残酷な世界 Прекрасный жестокий мир)                                                                                  | Ёко Хикаса          | 8 мая 2013 года       |
| 2     | «Great Escape» (с англ. Великий побег) | Cinema Staff        | 21 августа 2013 года  |
| 3     | «Yuugure no Tori» (яп. 夕暮れの鳥 Сумеречная птица) | Shinsei Kamattechan | 24 мая 2017 года      |
| 4     | «Akatsuki no Requiem» (яп. 暁の鎮魂歌 Рассветный реквием) | Linked Horizon      | 19 сентября 2018 года |
| 5     | «Name of Love» (с англ. Имя любви) | Cinema Staff        | 29 мая 2019 года      |
| 6     | «Shougeki» (яп. 衝撃 Потрясение) | Юко Андо            | 3 февраля 2021 года   |
| 7     | «Akuma no Ko» (яп. 悪魔の子 Дитя зла) | Ай Хигути           | 10 января 2022 года   |
| 8     | «Under the Tree» (с англ. Под деревом) | SiM                 | 4 марта 2023 года     |
| 9     | «Ni Sen-nen... Moshikuwa... ni Man'nengo no Kimi e» (яп. 二千年... 若しくは... 二万年後の君へ・・・ К тебе, спустя 2000 лет... Или, возможно... 20 000 лет...) | Linked Horizon      | 5 ноября 2023 года    |
| 10    | «Itterasshai» (яп. いってらっしゃい До встречи) | Ай Хигути           | 5 ноября 2023 года    |

## Художественный фильм
По мотивам манги и аниме-сериала был снят одноимённый художественный фильм. В декабре 2012 года стало известно, что Тэцуя Накасима оставил свой пост директора фильма. Согласно дистрибьютору фильма Toho Company, причиной этого послужили значительные творческие разногласия по сценарным и другим вопросам. Однако в 2015 году первая часть фильма — «Атака титанов: Жестокий мир» — всё же вышла на мировые экраны. Вторая часть была выпущена 1 октября 2015 года, сразу же после выхода первой части. Также в 2015 году вышел на экраны приквел фильмов «Атака титанов: Сигнал контратаки» (яп. 進撃の巨人 反撃の狼煙 Сингэки но Кёдзин Хангэки но Нороси) — мини-дорама из трёх 35-минутных серий. В них рассказывается о буднях и тренировках солдат разведкорпуса. Режиссёр — Синдзи Хигути, сценарист — Юсукэ Ватанабэ.
Фильм подвергся критике из-за отличий от манги, на основе которой был снят. Помимо этого, объектом критики стала музыка, использованная в фильме. Ещё была выдвинута критика спецэффектов, которые считались не соответствующими голливудским стандартам. Создатели фильма ответили на это тем, что сравнение с Голливудом неуместно, учитывая разные бюджеты фильмов. Вместе с тем, фильм хвалили как оригинальный и хороший фильм в жанре фэнтези / ужасы.

## Компьютерные игры
Четыре игры в жанре визуального романа были разработаны сотрудниками Nitroplus вместе с Production I.G. Nitroplus подчеркнула, что сама компания не принимала участия в разработке игр — работали отдельные сотрудники. Игры прилагались к Blu-ray-дискам с аниме. В основу сюжета были положены побочные истории «Атаки на титанов».
Игра Attack on Titan: Humanity in Chains  (яп. 進撃の巨人～人類最後の翼～ Shingeki no Kyojin ~Jinrui Saigo no Tsubasa~) была разработана и выпущена компанией Spike Chunsoft для портативной консоли Nintendo 3DS в 2013 году; в 2015 году были выпущены версии для США и Европы. Игра в жанре экшен предлагает игроку в роли одного из героев аниме сражаться с титанами на обширных трёхмерных аренах. Игра содержит кооперативный режим, позволяющий участвовать в одном бою нескольким игрокам, и включает в себя отдельные кадры и фрагменты аниме-сериала в качестве сюжетных вставок в промежутках между миссиями.
Компания Mobage разрабатывает социальную игру для смартфонов iOS и Android под названием Shingeki no Kyojin ~Jiyū e no Hōkō~. Под управлением игрока находится персонаж, изгнанный из-под защиты стены Роза. Игрок должен построить и укрепить город за пределами стены и расширять его, создавая различные предметы, в том числе полученные от титанов и других игроков.
Игра Attack on Titan для игровых консолей PlayStation 4, PlayStation 3 и PlayStation Vita, выпущенная компанией Koei Tecmo и разработанная Omega Force, была анонсирована на выставке Gamescom в 2015 году и выпущена в феврале 2016 года в Японии. Позже был анонсирован выход версии игры в других странах, а также выход версий для персональных компьютеров и консоли Xbox One. В 2018 году вышло продолжение игры под названием Attack on Titan 2.

## В культуре
Франшиза «Атака на титанов» имеет широкое признание в поп-культуре: её персонажи используются в коммерческой рекламе Subaru и Snickers, отсылки на аниме присутствуют в мультсериалах «Симпсоны» и «Удивительный мир Гамбола». Также манга упоминается в корейской дораме «Русалочка». Японская рок-звезда Ёсики Хаяси (исполнивший для сериала четвёртую открывающую композицию) использовал внешний вид героев манги для своей линейки одежды Yoshikimono.
В 2020 году на плотине Ояма в японском городе Хита (родной город автора манги) были воздвигнуты статуи с изображениями главных героев манги Эрена, Армина и Микасы.

### Китайский запрет
12 июня 2015 года Министерство культуры КНР запретило распространение «Атаки на титанов» вместе с 38 другими аниме и мангой, которые «включают в себя сцены насилия, порнографии, терроризма и преступлений против общественной морали, которые потенциально могут подстрекать несовершеннолетних на совершение таких действий».

## Критика
Манга получила премию «Коданся» в категории «сёнэн», то есть метажанр манги и в том числе аниме, где целевой аудиторией являются юноши от 12 до 18 лет" в 2011 году. По состоянию на июнь 2013 года, в Японии было продано более 20 миллионов копий. Манга и аниме «Атака на титанов» приобрели популярность как в Японии, так и во всём мире. Манга получила большое количество положительных отзывов за сюжет, персонажей, поднятые и используемые в произведении темы, при этом качество рисунка было поставлено под сомнение. Художественный стиль манги подвергся критике со стороны некоторых аналитиков, которые определили его как «грубый» и с «любительским» дизайном.
Аниме «Атака на титанов» было хорошо принято критиками. Сайт Manga-News положительно отзывался о персонажах аниме, которые, по оценке на сайте, в аниме стали более узнаваемые, чем в манге. Положительные отзывы критиков получили боевые сцены в данном аниме. Карл Кимлингер из сети AnimeNews отметил, что «в наши дни титаны выглядят больше бестолково, нежели страшно», поэтому его «так удивляет вид ужаса на лицах персонажей». С другой стороны, критики из сети Anime News Network похвалили основную часть серии. Ребекка Сильверман сказала, что это аниме «является одновременно великолепным и ужасным в своём визуальном оформлении». Российский веб-сайт «Мир фантастики» (МирФ) дал положительную оценку первому сезону «Атаки на титанов». К положительным сторонам веб-сайт отнёс: батальные и динамичные сражения, «ярких персонажей и личную драму». Отрицательной стороной первого сезона данного аниме веб-сайт называет то, что «не были раскрыты все тайны». Карло Сантос отметил, что «редко аниме получается столь близким к совершенству». Также Сантос описал его как «шедевр смерти и разрушения», хотя на тот момент он посмотрел только первую серию. Терон Мартин оценил музыкальное сопровождение и «впечатляющую динамичную первую серию», хотя посчитал, что в ней имеется «ограниченная анимация». Мартин также сравнил атмосферу и визуальные эстетические эффекты произведения с мангой «Клеймор». Мартин критиковал первый сезон аниме, заявляя, что он страдает «проблемами с темпом повествования», особенно во второй части сезона. Директор молодёжных программ в France 4 Тифейн де Рагенель сравнивает данное аниме с сериалом «Игра престолов» из-за множества смертей персонажей и средневекового фэнтезийного мира. Российский веб-сайт «Мир фантастики» (МирФ) дал положительную оценку третьему сезону аниме «Атака на титанов». К положительным сторонам аниме веб-сайт отнёс: визуальный стиль, кульминацию, «сохранение интриги до финала». К отрицательным — неровный темп повествования, отсутствие «ответов на многие вопросы». В 2021 году данный веб-сайт назвал аниме «Атака на титанов» одним из главных аниме-сериалов последних лет.
К четвёртому сезону аниме экранизацией занялась другая студия (МАРРА). Экранизация четвёртого сезона (на момент выхода первой части сезона) имела успех как у зрителей, так и у критиков. Тем не менее, последний сезон также подвергся критике фанатов произведения, особенно в отношении анимации и цифровых спецэффектов.
Себастьян Кимберг во французском журнале AnimeLand пишет, что «автор манги сделал гениальный ход, адаптировав две очень модные концепции», полагая, что «титаны — не что иное, как смесь гигантских зомби и управляемых механизмов».

## Награды аниме
В 2013 году аниме «Атака на титанов» получила 3-ю награду Newtype Anime Awards в категориях «Лучшая работа (ТВ)», «Лучший саундтрек», «Лучшая реклама». Эту же награду получили создававшие аниме режиссёр Тэцуро Араки (категория «Лучший режиссёр)», сценарист Ясуко Кобаяси (категория «Лучший сценарий)», а также Wit Studio (категория «Лучшая студия»). Эту же награду получила группа Linked Horizon за свою композицию «Guren no Yumiya», использованную в аниме (категория «Лучшая тематическая песня»). Аналогичная награда была присуждена персонажу Микасе Аккерман (категория «Лучший женский персонаж»). Аниме получило 18-ю награду Animation Kobe Awards (категория «Лучшее телевизионное аниме»). Эту же награду вновь получила группа Linked Horizon за композицию «Guren no Yumiya» (категория «Лучшая тематическая песня»). Награда Animedia Character Awards была присуждена персонажам аниме Эрену Йегеру (категория «Горячий») и Леви Аккерману (категория «Сильный»). Фраза из аниме «Я уничтожу» получила 7-я награду Internet Buzzwords Awards. Награду Billboard Japan Music получила группа Linked Horizon за свои композиции, использованные в аниме (категории «Горячая анимация года» и «Анимационный художник года»).
В 2014 году аниме получило награду Anime Awards Selecta Visión (категория «Лучший ТВ-сериал»). Эту же награду получили режиссёр Тэцуро Араки (категория «Лучший режиссёр ТВ-сериала»), персонаж аниме Микаса Аккерман (категория «Лучший женский главный персонаж»). Аниме получило награду Chibi Japan Weekend Madrid (категория «Специальная награда»). 8-ю награду Seiyu Awards получили актёры Юки Кадзи (категория «Лучший исполнитель главной роли») и Юи Исикава (категория «Лучшая актриса второго плана»), озвучивавшие персонажей Эрена Йегера и Микасу Аккерман, соответственно. Аниме «Атака на титанов» получило 19-ю награду Association of Media in Digital Awards (категории «Главный приз», «Награда за превосходство»), а также награду 21st Anime & Manga Grand Prix (категория «Лучшее японское аниме»). Последняя также была присуждена группе Linked Horizon за её композицию «Guren no Yumiya» (категория «Лучшая тематическая песня»). 13-ю награду Tokyo Anime Award получило аниме (категория «Анимация года (ТВ)»), а также режиссёр Тэцуро Араки (категория «Лучший режиссёр»), сценарист Ясуко Кобаяси (категория «Лучший сценарий»), композитор Хироюки Савано (категория «Лучшая музыка»). 36-ю награду Anime Grand Prix получили аниме «Атака на титанов» (по двум категориям), актёр Юки Кадзи (категория «Лучший актёр озвучивания»), персонаж Леви Аккерман (категория «Лучший мужской персонаж»), группа Linked Horizon за композицию «Guren no Yumiya» (категория «Лучшая тематическая песня»). Помимо этого, в 2014 году аниме присудили награды ExpoManga Awards (категория «Любимый видео-сериал»), 6-ю награду Japan Character Awards (категория «Character License Award»).